# لایوش دینیش
لایوش دینیِش (مجاری: Dinnyés Lajos; ۱۶ آوریل ۱۹۰۱ – ۳ مهٔ ۱۹۶۱) سیاستمدار اهل مجارستان بود.

## زندگی‌نامه
لایوش دینیش از یک خانواده طبقه متوسط می‌آمد. تحصیلات متوسطه خود را در دبیرستان پروتستان بوداپست و سپس آکادمی سلطنتی اقتصاد مجارستان در کست‌هی به پایان رساند.
از ۱۹۲۹، عضو حزب کشاورزی به رهبری گاستون گال و بس از ادغام، عضو حزب خرده‌مالکان، از ۱۹۳۰ بود. از ۱۹۳۱ تا ۱۹۳۵ در سمت نماینده حوزه داباش کار کرد. او در نوشته‌هایش که در مجلس و مطبوعات منتشر شد، با حزب صلیب پیکان مخالفت کرد و به قوانین مربوط به یهودیان رای نداد. در ۱۹۳۵ در جریان انتخابات مورد آزار و اذیت قرار گرفت و در سال ۱۹۳۹ حتی موفق به اخذ نمایندگی نشد.
پس از جنگ در ۱۹۴۵ هنگامی که حزب خرده‌مالکان اصلاح شد به زندگی اجتماعی بازگشت.
در مارس ۱۹۴۷ در دولت فرنتس نادی، رهبر حزب خرده‌مالکان، وزیر دفاع شد. هنگامی که کمونیست‌های مورد حمایت شوروی در ۳۰ مه ۱۹۴۷ نخست‌وزیر را مجبور به تبعید کردند، دینیش به عنوان جانشین او منصوب شد و تا ۱۹۴۸ در آن سمت صرفاً به عنوان یک دست‌نشانده رئیس حزب کمونیست، ماتیاش راکوشی، خدمت کرد. راکوشی با ملی کردن کارخانه‌ها، بانک‌ها و مدارس دینی پایه‌های دیکتاتوری کمونیستی را بنا نهاد. در ۱۰ دسامبر ۱۹۴۸، کمونیست‌ها دینیش را به بهانه مهاجرت وزیر دارایی میکلوش نیارادی مجبور به استعفا کردند. او از ۲۶ نوامبر ۱۹۵۸ تا زمان مرگش یکی از نایب‌رئیسان شورای ملی بود. در جریان انقلاب ۱۹۵۶ عضویت موقت کمیته ملی ناحیه پنج را داشت.